# ナミイと唄えば
『ナミイと唄えば』（なみいとうたえば）は、2006年3月18日公開の日本映画。 

## スタッフ
- 監督：本橋成一
- 企画・原作：姜信子
- 制作：纐纈あや
- 構成・編集：村本勝
- 撮影：一之瀬正史
- 録音：弦巻裕
- 出演：新城浪、太田静男、玉川美穂子

## DVDリリース・派生作品
- 2006年、ポレポレタイムス社よりDVD版が発売。